# Kalkmagerrasen zwischen Morschen und Sontra
Das nordhessische Fauna-Flora-Habitat(FFH)-Gebiet Kalkmagerrasen zwischen Morschen und Sontra wurde aus mehr als sechzig verstreut liegenden Teilflächen gebildet. Neben dem Nordkreis Kassel und dem Meißnervorland besitzt es den dritten hessenweit bedeutenden Schwerpunkt für Enzian-Schillergrasrasen und Trespen-Kalktrockenrasen, die durch eine extensive Beweidung und Mahd entstanden sind. Diese Pflanzengesellschaften trockener Standorte auf Kalkgestein und in wärmebegünstigten Lagen werden zu den artenreichsten Biotopen im Land gezählt. Daher wird ihre Erhaltung und ihr Schutz in den Lebensraumtypen des Offenlands, „Submediterrane Halbtrockenrasen“ und „Magere Flachland-Mähwiesen“, als die Hauptfunktion des FFH-Gebiets angesehen.

## Lage
Das aus 65 zerstreut liegenden Teilen mit stark variierenden Flächengrößen bestehende FFH-Gebiet erstreckt sich über drei Landkreise im nordhessischen Regierungsbezirk Kassel. Die meisten der Einzelflächen liegen im Landkreis Hersfeld-Rotenburg. Im östlichen Schwalm-Eder-Kreis befinden sich vier und im südlichen Werra-Meißner-Kreis zwei Teilbereiche. Eine räumliche Verdichtung besteht südwestlich bis südöstlich von Heinebach sowie zwischen Braunhausen, Dens und Iba. Zahlreiche Gebiete konzentrieren sich auch in der Landschaft um Cornberg, Rockensüß und Königswald sowie nach der letzten Erweiterung südöstlich von Sontra und nordöstlich von Weißenhasel. Die östlichsten Bereiche befinden sich im Umkreis von Altmorschen und die beiden nördlichsten Einzelflächen liegen bei Sontra, auf dem ehemaligen Standortübungsplatz eines Panzeraufklärungsbataillons. Das kleine Teilgebiet bei Schenklengsfeld ist die südlichste Einheit.
Administrativ gehören die einzelnen Flächen zu den Gemarkungen von
- Baumbach, Hergershausen, Niederellenbach und Oberellenbach der Gemeinde Alheim.
- Braunhausen, Gilfershausen, Iba und Solz der Stadt Bebra.
- Cornberg, Königswald und Rockensüß der Gemeinde Cornberg.
- Bauhaus, Dens, Mönchhosbach und Weißenhasel der Gemeinde Nentershausen.
- Erkshausen und Seifertshausen der Stadt Rotenburg an der Fulda und
- Unterweisenborn der Gemeinde Schenklengsfeld im Landkreis Hersfeld-Rotenburg.
- Altmorschen, Eubach, Neumorschen und Wichte der Gemeinde Morschen im Schwalm-Eder-Kreis sowie dem
- Stadtgebiet von Sontra im Werra-Meißner-Kreis.[1]

Naturräumlich werden die Teilflächen des FFH-Gebiets dem „Osthessischen Bergland“ zugeordnet und gehören mit einer Ausnahme zu der Haupteinheit des „Fulda-Werra-Berglands“. Sie liegen dort in den Untereinheiten „Sontraer Land“, „Solztrottenwald“, „Haselbach-Bebra-Bergland“, „Spangenberger Senke“, „Melsunger Fuldatal“, „Rotenburger Fuldatal“, „Rotenburg-Ludwigsecker Wald“ und „Ibaer Hügelland“. Das einzeln liegende Gebiet bei Schenklengsfeld wird der Untereinheit „Soisberger Kuppenrhön“ in der Haupteinheit „Vorder- und Kuppenrhön“ zugerechnet.

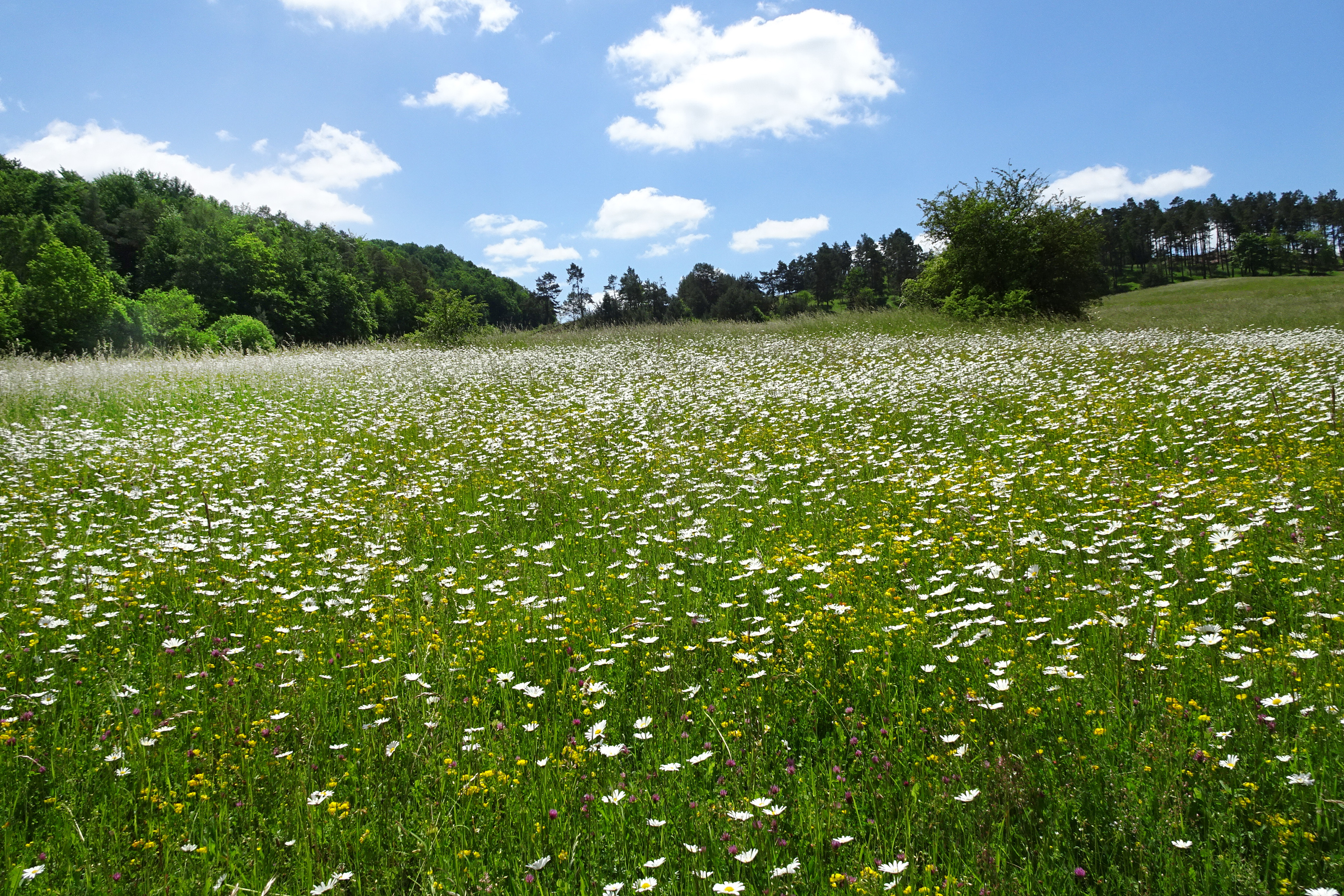
Zu den Biotoptypen auf dem ehemaligen Standortübungsplatz in Sontra gehören extensiv genutztes Grünland und Magerrasen

## Klima und Boden
Das Gebiet wird dem Klimabezirk „Nordhessisches Bergland“ im Klimaraum „Westliches Mitteldeutschland“ zugeordnet. Es liegt in dem Übergangsbereich zwischen feuchten atlantischen und trockenen kontinentalen Einflüssen. Das östliche nordhessische Bergland zeichnet sich durch ein mildes, sommerwarmes Klima mit relativ geringen Niederschlägen aus. Die vorherrschende Windrichtung ist Südwest bis West. Bedingt durch die unterschiedlichen Höhenlagen und die verschiedenen Expositionen können beachtliche lokalklimatische Unterschiede vorkommen.
Der geologische Untergrund wird durch vielfältige Ausgangsgesteine gebildet. In den Bereichen der Kuppen hat sich örtlich häufig Zechstein mit Kalk- und Dolomitgesteinen oder auch mit Tonstein und Schluff in dem sonst von Buntsandstein dominierten Gebiet entwickelt. Bei Rockensüß und Weißenhasel tritt Gips an die Oberfläche und zum Teil kommt in einigen Gebieten, wie bei Hergershausen, Rockensüß, Mönchhosbach und Sontra der Untere Buntsandstein vor. Am Lützelstrauch bei Oberellenbach wird das anstehende Gestein von devonischer Grauwacke gebildet und im Bereich von Wichte steht Unterer Muschelkalk an.

## Kulturhistorische Bedeutung
Der größte Teil der verschiedenen Biotoptypen im Gebiet ist durch frühere Nutzungsformen entstanden oder wurde von diesen geprägt. Sie sind Überbleibsel einer ehemaligen Kulturlandschaft, die heute wegen des Wandels in der Landwirtschaft selten geworden ist. Das gilt vor allem für die FFH-relevanten Lebensraumtypen der Kalktrockenrasen, Wacholderheiden und mageren Flachland-Mähwiesen. Während die fruchtbaren Böden Ackerbau ermöglichten, dienten die mageren und unwegsamen Bereiche der Beweidung durch Schafe und Ziegen. Hier entwickelte sich eine kleinräumig strukturierte, weitgehend offene Landschaft, an die sich eine ganze Reihe von Tieren und Pflanzen anpassten und ihn als Lebensraum eroberten. Die Intensivierung der Landwirtschaft ab der Mitte des 20. Jahrhunderts führte zu einem grundlegenden Wandel des Landschaftsbildes. Maschinelle Bearbeitungsmethoden, vermehrter Einsatz von Düngemitteln und die Einführung von Insektiziden und Herbiziden führte zum Verlust der gewachsenen Strukturen und ökologischen Nischen. Mit dem Ende der unwirtschaftlich gewordenen Schaf- und Ziegenbeweidung fielen viele der Hutungsflächen brach und verbuschten bis hin zur Wiederbewaldung. Durch Pflegemaßnahmen wird versucht Teilbereiche wieder zu dem ehemals großflächig verbreiteten Biotoptyp der Halbtrockenrasen umzuwandeln.

## Lebensraumtypen
Nach den Ergebnissen der Grunddatenerfassung aus dem Jahr 2007 kommen in dem Schutzgebiet neun Lebensraumtypen (LRT) vor, von denen allerdings drei als nicht signifikant eingestuft worden sind. In dem 444,5 Hektar großen Gebiet nehmen sie insgesamt einen Bereich von 100,6 Hektar ein, das ist ein Anteil von 22,6 % an der Gesamtfläche.

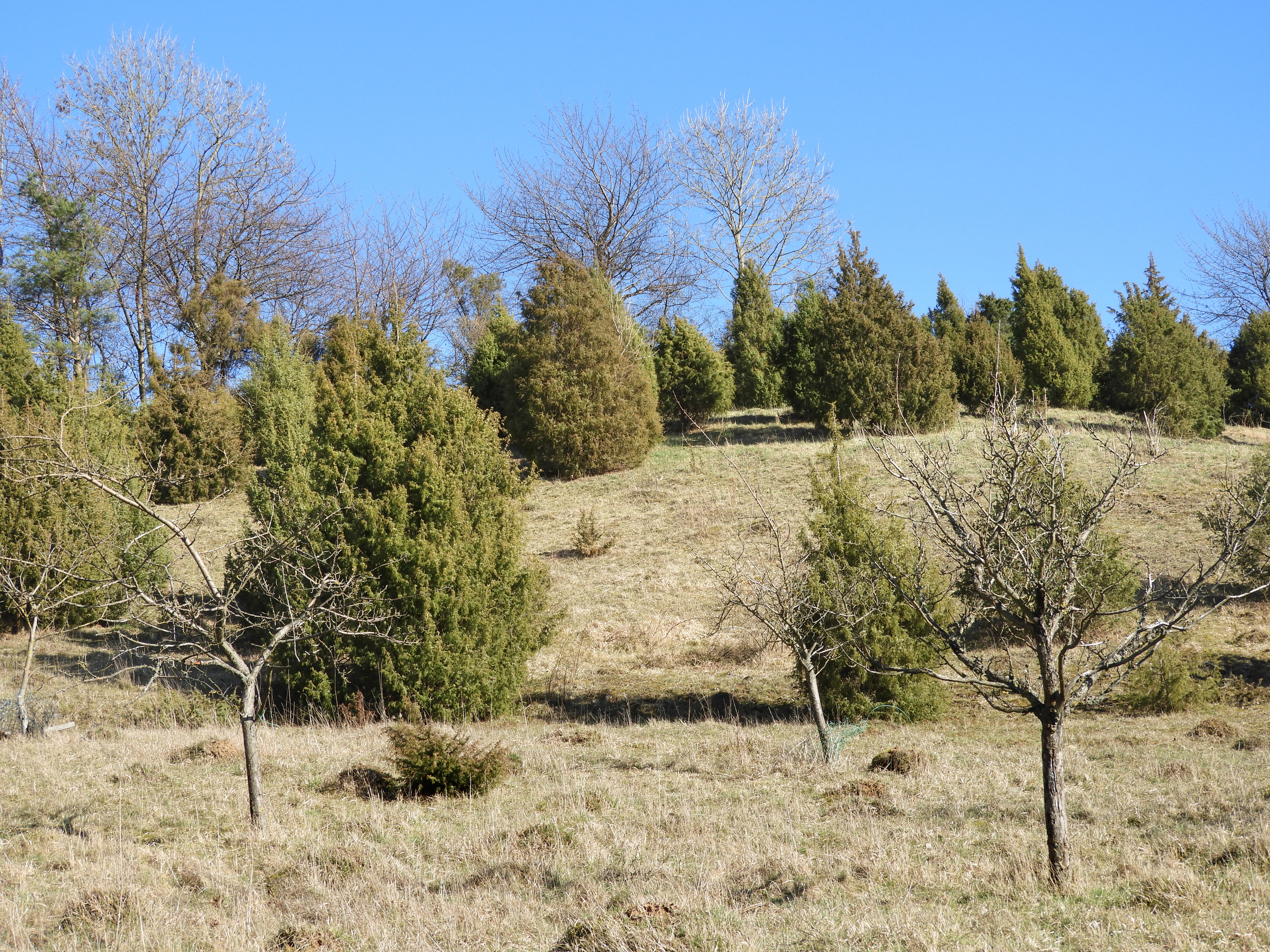
Die namensgebenden Bestände auf der Westseite des Wacholderbergs bei Dens.

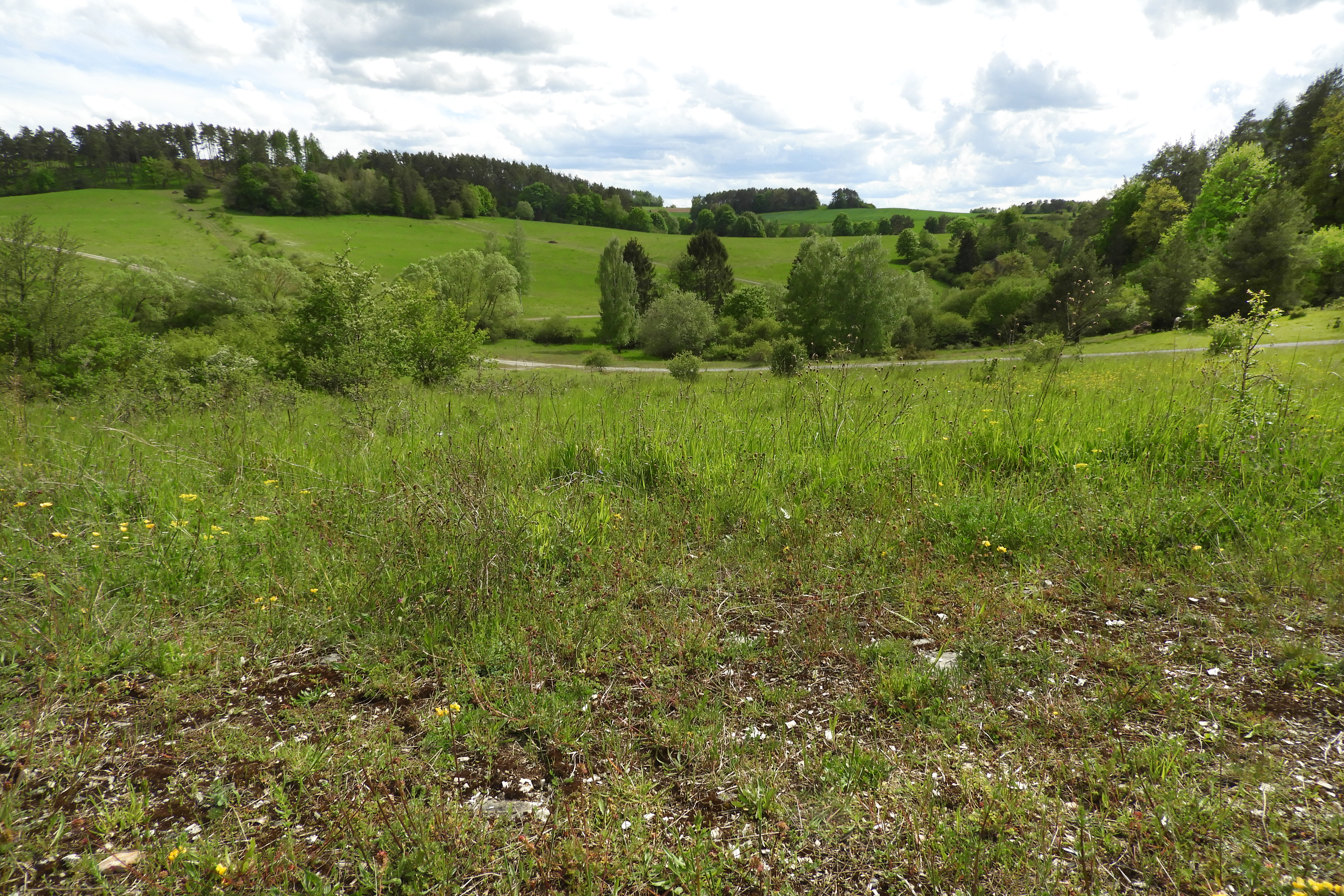
Den Hauptanteil an der Fläche des prioritären Lebensraums „Halbtrockenrasen mit einem hohen Artenreichtum an Orchideen“ besitzt der Bereich des ehemaligen Standortübungsplatzes in Sontra

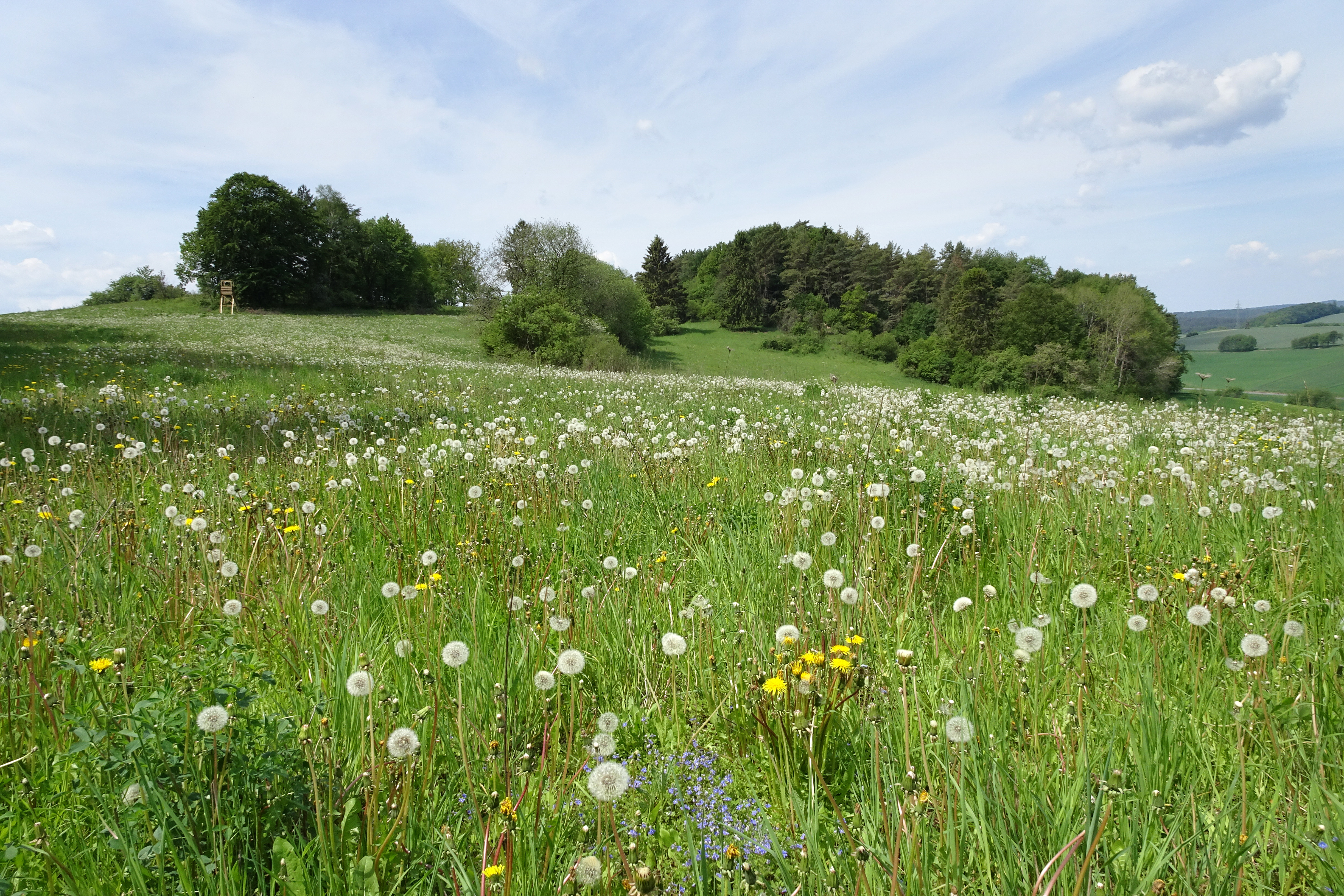
Mähwiesen auf der Ostseite der Kuppe des Schmiedsberges.

- Wacholderheiden (LRT 5130)

Das äußere Erscheinungsbild dieses Vegetationstyps wird vom Wacholder bestimmt. Gegenüber anderen Gehölzen ist er sehr konkurrenzschwach und sein Vorkommen beschränkt sich auf Standorte die durch Weidenutzung entstanden sind. Da der Wacholder ein Gewächs ist, bei dem die Schafe auch schon die jungen Triebe nicht fressen, ist er zum charakteristischen Merkmal einer von der Beweidung geprägten Kulturlandschaft geworden. Im FFH-Gebiet kommt dieser Lebensraumtyp in drei Teilbereichen mit einer Größe von 1,35 Hektar vor. Am Schmiedsberg und Wacholderberg bei Dens in einer Ausbildung auf kalkhaltigem Ausgangssubstrat und auf dem „Lützelstrauch“ bei Oberellenbach auf Buntsandstein.
- Kalk-Pionierrasen (LRT *6110)

Der als prioritär eingestufte Lebensraumtyp kommt kleinflächig auf 0,08 Hektar in den Teilgebieten bei Hergershausen, Sontra, Weißenhasel und Neumorschen vor. Die extremen Wuchsorte auf voll besonnten Dolomitfelsen lassen in dem niedrigwüchsigen und lückigen Rasen nur Pflanzenarten gedeihen, die mit den trocken-heißen Bedingungen zurechtkommen. Unter ihnen sind sukkulente Arten wie der Scharfe und Milde Mauerpfeffer sowie einige Moose und Flechten, die Trockenzeiten gut überstehen können.
- Halbtrockenrasen (LRT 6212)

Bestände die zu diesem Lebensraumtyp gehören kommen in unterschiedlicher Ausdehnung in nahezu allen Teilgebieten vor und besitzen eine Gesamtflächengröße von 35,78 Hektar. Die auf Zechstein oder Muschelkalk ausgebildeten Pflanzengesellschaften lassen sich innerhalb der Submediterranen Halbtrockenrasen (Mesobromion) vegetationskundlich der Assoziation der Enzian-Schillergrasrasen zuordnen. Das Hauptproblem dieser Rasenart im Gebiet ist die Nutzungsaufgabe und eine zu extensive Beweidung. Dem Brachfallen der Flächen folgt eine starke Verbuschung und Vergrasung.
- Halbtrockenrasen mit einem hohen Artenreichtum an Orchideen (LRT *6212)

Der Lebensraumtyp der submediterranen Halbtrockenrasen kommt im Gebiet auch mit seinem prioritären Untertyp „Besondere Bestände mit bemerkenswerten Orchideen“ auf einer Fläche von 16,06 Hektar vor. Die Kriterien für die Einordnung waren die Vorkommen von typischen und von stark gefährdeten Arten, sowie das Vorhandensein des Dreizähnigen Knabenkrauts, für die eine besondere Schutzverantwortung besteht. Den Hauptanteil an der Fläche des als prioritär zu schützenden Lebensraums besitzt der Bereich des ehemaligen Standortübungsplatzes Sontra und vereinzelt auch einige andere Teilgebiete.
- Magere Flachland-Mähwiesen (LRT 6510)

Der in Deutschland durch Nutzungsaufgabe oder Nutzungsintensivierung selten gewordene Lebensraumtyp ist in zahlreichen Teilbereichen vertreten. Der flächenmäßige Verbreitungsschwerpunkt liegt innerhalb des ehemaligen Standortübungsplatzes sowie südlich von Iba. Aber auch andere Teilflächen besitzen einen höheren Anteil an dem Biotoptyp. Durch die langjährige, traditionell kleinbäuerliche Bewirtschaftung als Mähwiese sind dem Boden Nährstoffe entzogen worden, so dass sich viele bunte Blumen neben den Grasarten etablieren konnten
- Kalkreiche Niedermoore (LRT 6510)

Die nassen Lebensräume kommen kleinflächig am Dachsberg und am Steinküppel bei Iba vor. Insgesamt nehmen die Bestände, mit ihrem kleinräumigen Mosaik aus Kraut- und Moosschichten, eine Fläche von 0,10 Hektar ein. Auch in diesem Lebensraumtyp findet sich eine Vielzahl bemerkenswerter Arten der Roten Liste.

## Flora

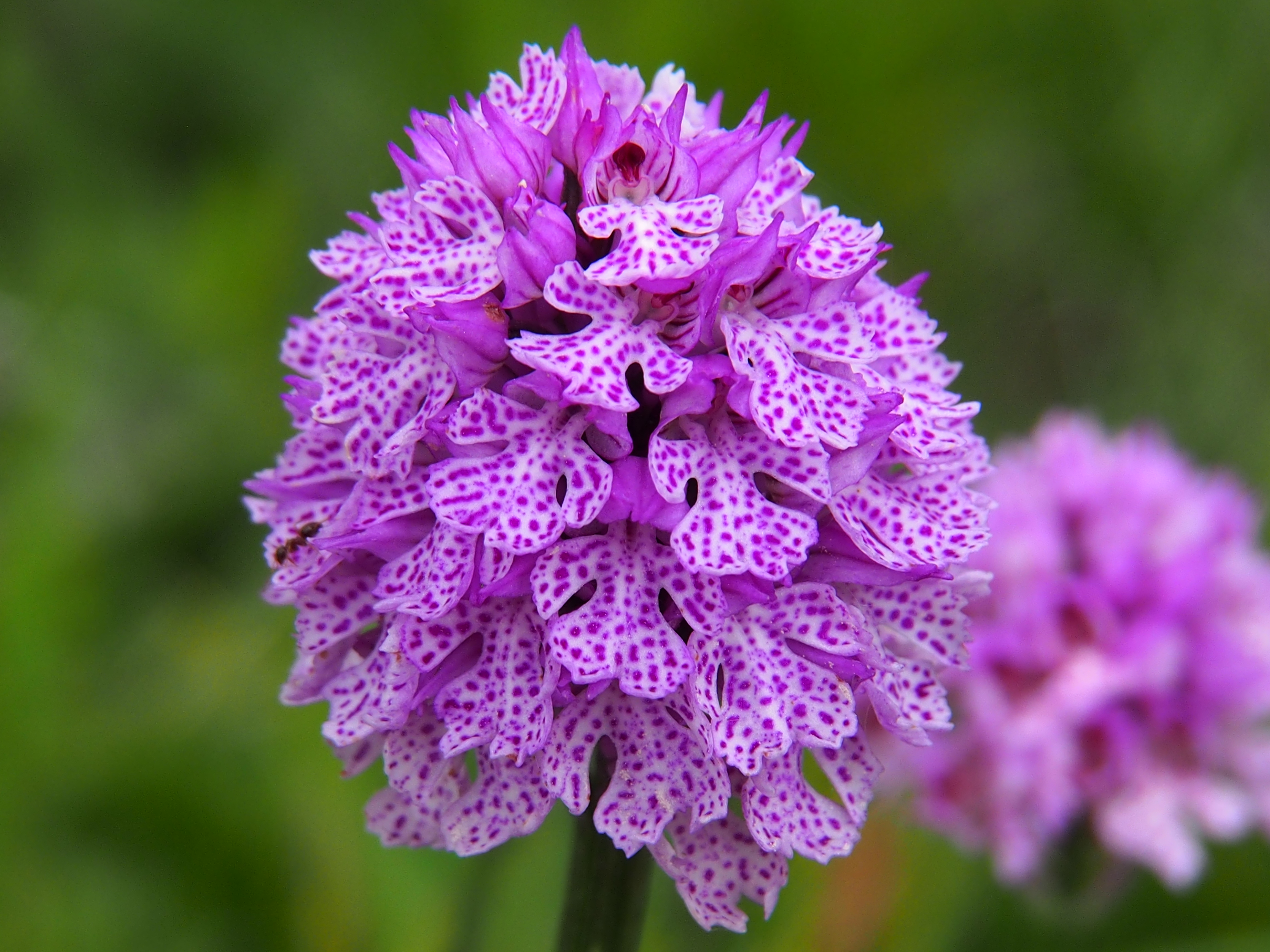
Dreizähniges Knabenkraut

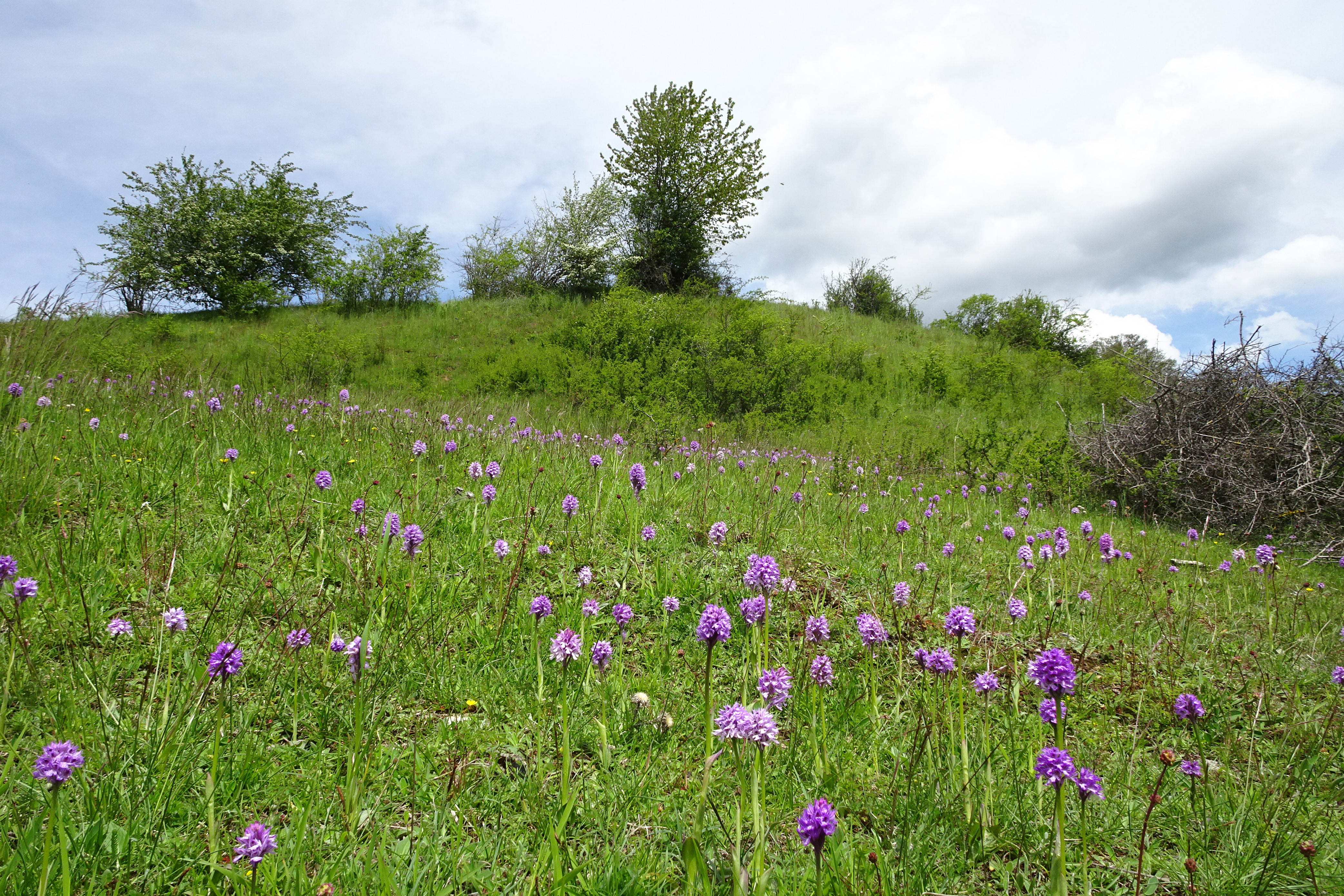
Die Vorkommen des Dreizähnigen Knabenkrauts im Schutzgebiet sind von bundesweiter Bedeutung

Von bundesweiter Bedeutung ist das FFH-Gebiet wegen der Vorkommen des Dreizähnigen Knabenkrauts, das hier auf mehreren Teilflächen stabile Bestände hat. Um die Öffentlichkeit auf die Schutzwürdigkeit hinzuweisen, wurde das Dreizähnige Knabenkraut von den Arbeitskreisen Heimische Orchideen zur „Orchidee des Jahres 1999“ gewählt.
Hinzu kommen weitere Orchideenarten wie Geflecktes und Breitblättriges Knabenkraut, Rotbraune und Schmallippige Stendelwurz, Mücken-Händelwurz, Bienen- und Fliegen-Ragwurz, Stattliches und Helm-Knabenkraut, Weiße Waldhyazinthe und Herbst-Schraubenstendel. Sie gehören zu den Exemplaren, die nach den Rechtsvorschriften der Artenschutzverordnung 338/97 der Europäischen Gemeinschaft besonders geschützt werden sollen. In zwei Gebieten wurde die auffällige Bocks-Riemenzunge gefunden.
Floristisch von Bedeutung ist auch das Auftreten zahlreicher Rote Liste-Arten in den lichten Waldgesellschaften, dem Feuchtgrünland und auf Magerrasen, wie Deutscher Kranzenzian, Gefranster Enzian, Sumpf-Herzblatt, Gewöhnliches Katzenpfötchen, Großes Windröschen und Silberdistel. Seltene Arten der Niedermoore und Feuchtbereiche sind Schmalblättriges Wollgras, Gewöhnliches Fettkraut Entferntährige Segge und Gelb-Segge sowie einige besondere Moosarten und Vertreter der bunten Erdflechtengesellschaft.

## Fauna
Eine Vielzahl von Schmetterlingen und Widderchen besiedelt die Wacholderheiden und Halbtrockenrasen, die ihnen mit ihrem Reichtum an verschiedenen Pflanzenarten Lebensraum und Nahrung bieten. Um die wertgebenden Tagfalter- und Widderchenarten sowie die Heuschrecken im FFH-Gebiet zu erfassen, wurden im Rahmen der Grunddatenerhebung in den Teilgebieten 31 Transekte eingerichtet. In dem Untersuchungszeitraum, in den Sommermonaten der Jahre 2006 und 2008, konnten die Wissenschaftler mehr als dreißig verschiedene Arten beobachten. Besonders hoch war hier die Zahl der Individuen der xerothermophilen Scheckenfalter, Widderchen und Bläulinge.
Die große Anzahl der nachgewiesenen Schmetterlinge und der hohe Anteil an Rote Liste-Arten zeigt die Bedeutung der untersuchten Flächen für die Insektenfauna. Zu den stark gefährdeten Arten und den Arten die erheblich zurückgegangen sind oder durch menschliche Einwirkungen erheblich bedroht werden gehören nach der „Roten Liste der Tagfalter Hessens“: Rundaugen-Mohrenfalter, Komma-Dickkopffalter, Thymian-Ameisenbläuling, Kreuzdorn-Zipfelfalter, Roter Würfel-Dickkopffalter und Kleiner Eisvogel. Als gefährdet gelten: Zwerg- und Geißklee-Bläuling, Dunkler Dickkopffalter, Schlüsselblumen-Würfelfalter, Brauner Feuerfalter, Ehrenpreis-Scheckenfalter und Großer Perlmuttfalter. Zu den gesichteten Faltern, die in der Vorwarnliste der zurückgehende Arten verzeichnet sind, die aber aktuell noch nicht als gefährdet gelten, zählen: Kaisermantel, Sonnenröschen-Bläuling, Gelbwürfeliger und Kleiner Würfel-Dickkopffalter, Grüner und Nierenfleck-Zipfelfalter, Weißbindiges Wiesenvögelchen, Mauerfuchs und Schwalbenschwanz.
Zu den Besonderheiten, die bei den Kartierungen beobachtet wurden, gehören auch die stark gefährdeten Esparsetten-, Hornklee- und Kleines Fünffleck-Widderchen sowie die Nachtfalter aus der Unterfamilie der Bärenspinner: Rotrandbär, Jakobskrautbär und Trockenrasen-Flechtenbärchen. Ihnen und einigen Heuschreckenarten bieten die Trockenrasenflächen wertvolle Habitate.

## Unterschutzstellung
Unter dem Namen „Kalkmagerrasen zwischen Morschen und Sontra“ wurden die Flächen im Juni 2000, mit weiteren schutzwürdigen hessischen Gebieten, nach den Vorgaben der Europäischen Vogelschutzrichtlinie und der Fauna-Flora-Habitat-Richtlinie der EU für das länderübergreifende Schutzgebietsnetz Natura 2000 vorgeschlagen. Neben dem Gebietsmanagement und dem damit verbundenen Monitoring wurde eine förmliche Schutzerklärung gefordert, die im Januar 2008 mit der „Verordnung über Natura 2000-Gebiete in Hessen“ erfolgte. Das aus 65 einzeln liegenden Bereichen zusammengesetzte FFH-Gebiet, dessen Abgrenzung mehrfach geändert wurde, hat eine Größe 444,5 Hektar, die Gebietsnummer 5025-350 und den WDPA-Code 555520378. Es beinhaltet Flächen der beiden Naturschutzgebiete „Wacholderberg und Schmiedsberg bei Dens“ und „Dachsberg bei Iba“.
Geschützt werden acht Lebensraumtypen und ein prioritärer Untertyp, die in einem „Netz kleinflächiger orchideenreicher Kalk-Magerrasen in vielfältig strukturierter Kulturlandschaft“ liegen. Gelbbauchunke und Skabiosen-Scheckenfalter, die als Arten von gemeinschaftlichem Interesse nach dem Anhang II der FFH-Richtlinie ebenfalls im Gebiet geschützt werden sollen, konnten im Rahmen der Grunddatenerfassung nicht nachgewiesen werden.